# Kanton Liévin-Nord
Der Kanton Liévin-Nord war von 1962 bis 2015 ein französischer Kanton im Département Pas-de-Calais, das zur Region Nord-Pas-de-Calais im nördlichen Frankreich gehört.

## Gemeinden
Der Kanton bestand aus einem Teil der Stadt Liévin (angegeben ist hier die Gesamteinwohnerzahl, im Kanton lebten etwa 14.500 Einwohner) und der Gemeinde Grenay:
| Gemeinde | Einwohner Jahr | Fläche km² | Bevölkerungsdichte | Code INSEE | Postleitzahl |
| -------- | -------------- | ---------- | ------------------ | ---------- | ------------ |
| Grenay   | 6.899 (2013)   | 3,22       | 2143 Einw./km²     | 62386      | 62160        |
| Liévin   | 31.517 (2013)  | –          | – Einw./km²        | 62510      | 62800        |